# Zonnebark
De zonnebark is het schip waarmee de Egyptische zonnegod Ra elke avond door de wateren van de Noen, de nacht, voer. In deze "zee" leefde de slang Apophis. Elke nacht zat hij de zonnebark dwars om door de noen heen te varen. Maar elke nacht versloegen de goden hem weer. In de eerste verhalen was er maar één god op de boot, de zonnegod Ra. In latere versies voeren er meerdere goden mee. In deze versies versloeg Seth elke avond de slang Apep, en niet Ra.
De zonnebark had als belangrijkste taak de zon terug te voeren naar de aarde. De boot moest door twaalf poorten heen, een voor elk uur. Als hij door de laatste poort ging kwam op aarde de zon weer op en werd de zon verder gerold door een scarabee (mestkever), of het schip voer door, de hemel in. Ook over dit punt zijn verschillende mythen. De scarabee was Ra in een bepaalde vorm.